# Leucoptera cytisiphagella
Leucoptera cytisiphagella is een vlinder uit de familie sneeuwmotten (Lyonetiidae). De wetenschappelijke naam is voor het eerst geldig gepubliceerd in 1938 door Klimesch.
De soort komt voor in Europa.